# Ватраљ
Ватраљ је направа од гвожђа којом се одржавала и подјаривала ватра. Лопата за ватру. Некада док се искључиво ложило дрвима и угљем била је обавезна уз огњиште.

## Вук Стефановић Караџић
На   и лат. batillum лопата за ватру, кадионица.

## Значење ватраља у народним обичајима
Митско значење ватре, као и посебно значење гвожђа у човјековој раној култури, ватраљу, који има везе са оба, дају такође посебно значење. Тако гвожђе од кога је направљен, по вјеровању српског народа даје му заштитна својства, а ватра и огњиште кога опслужује, везу са прецима. Ватраљ од буковог дрвета којим су запретани божићни хлебови има плодотворну моћ.